# Rosthuvad snårsparv
Rosthuvad snårsparv (Atlapetes fulviceps) är en fågel i familjen amerikanska sparvar inom ordningen tättingar.

## Utseende
Rosthuvad snårsparv är en färgglad snårsparv med grön kropp, rostfärgat huvud och gul strupe. Den är ytligt sett lik soltangaran men har bland annat kontrasterande gult strupesidestreck och gul tygel.

## Utbredning och systematik
Fågeln förekommer i Anderna i Bolivia och nordvästra Argentina. Den behandlas som monotypisk, det vill säga att den inte delas in i några underarter.

### Familjetillhörighet
Tidigare fördes de amerikanska sparvarna till familjen fältsparvar (Emberizidae) som omfattar liknande arter i Eurasien och Afrika. Flera genetiska studier visar dock att de utgör en distinkt grupp som sannolikt står närmare skogssångare (Parulidae), trupialer (Icteridae) och flera artfattiga familjer endemiska för Karibien.

## Levnadssätt
Rosthuvad snårsparv hittas i övre delarna av fuktiga bergsskogar och i öppna fuktiga buskmarker i Anderna. Den föredrar torrare och öppnare miljöer än boliviasnårsparv. Fågeln ses i par, ofta som en del av kringvandrande artblandade flockar.

## Status och hot
Arten har ett stort utbredningsområde, men tros minska i antal, dock inte tillräckligt kraftigt för att den ska betraktas som hotad. Internationella naturvårdsunionen IUCN listar arten som livskraftig (LC).